# حقوق الإنسان في ليبيا
حقوق الإنسان في ليبيا هو سجل من فترات مختلفة من التاريخ لحقوق الإنسان في ليبيا. بدأ من الاستقلال تحت حكم المملكة الليبية بقيادة إدريس الأول بين عامي 1951 حتى 1969، حيث خرجت البلاد متأثرة بنتائج الحرب العالمية الثانية وتأثرت في وقت متأخر بحضور شركات النفط البريطانية والأمريكية في ظل نظام وصف بالإقطاعي. ومن ثم الإنقلاب العسكري الذي وقع في سبتمبر 1969 والذي لاحقاً عُرف باسم (ثورة الفاتح) والذي أعلنت فيه الجمهورية ومن ثم الجماهيرية وبه وقعت عدة انتهاكات لحقوق الإنسان، ومن ثم فترة الحرب الأهلية الليبية والتي بدأت بما عُرفت باسم (ثورة 17 فبراير) في 2011 وهي الانتفاضة ضد حكم معمر القذافي وماتلاها من فوضى واقتتال داخلي وانتشار للميليشيات وغياب سلطة الدولة والقانون في البلاد.